# P. J. Perry
Paul John Perry (* 2. Dezember 1941 in Calgary) ist ein kanadischer Musiker (Alt- & Tenorsaxophon, Flöte, Klarinette, Komposition) des Modern Jazz.

## Leben und Wirken
P.J. Perry, der Sohn des Tenorsaxophonisten Paul Guloien (der den Künstlernamen Paul Perry verwendete), begann seine musikalische Laufbahn als Altsaxophonist in der väterlichen Band, als er 14 Jahre alt war. Innerhalb eines Jahres war P.J. Perry freiberuflich in Vancouver tätig. Trotz mehrerer Angebote, in den USA zu spielen (unter anderem von Terry Gibbs, als er 18 Jahre alt war), verbrachte Perry den größten Teil seiner Karriere in Kanada, mit ein paar kurzen Stationen in Europa. Er arbeitete mit führenden kanadischen Jazzmusikern, u. a. bei Rob McConnells Boss Brass, mit Oliver Jones, Ron Collier, Sonny Greenwich, Maury Kaye, Cory Weeds und Tommy Banks. Laut Allmusic kombinierte er Aspekte des Spiels von Art Pepper, Sonny Stitt und Phil Woods in seinem eigenen leidenschaftlichen Stil. Unter eigenem Namen spielte er eine Reihe von Alben für CBC, Gramaphone, Little Mountain Records, Unity (1989), Jazz Alliance (1990) und Justin Time (2000) ein. Im Bereich des Jazz war er laut Tom Lord zwischen 1966 und 2018 an 50 Aufnahmesessions beteiligt.

## Auszeichnungen
PJ Perry wurde 1993 mit dem Juno Award für die beste Jazz-Aufnahme für sein Album My Ideal ausgezeichnet und erhielt sieben Jahre lang den Critic’s Choice Award des Magazins Jazz Report für das beste Altsaxophon-Darbietung. PJ Perrys Album mit dem Edmonton Symphony Orchestra erhielt eine Juno-Nominierung. 2007 wurde ihm die Ehrendoktorwürde der University of Alberta verliehen. 2016 wurde PJ Perry vom kanadischen Generalgouverneur David Johnston mit dem Order of Canada ausgezeichnet.

## Diskographische Hinweise
- Worth Waiting For (Jazz Alliance, 1990), mit Kenny Barron, Chuck Deardorf, Victor Lewis
- P.J. Perry and The Edmonton Symphony Orchestra (Justin Time, 1999)
- Time Flies (Justin Time, 2004), mit Ross Taggart, Neil Swainson bzw. Andre Lachance, Joe LaBarbera bzw. Dave Robbins
- Oliver Jones, P. J. Perry, Ian McDougall, Terry Clarke, Michel Donato: Live - Légendes du Jazz / Jazz legends: Montréal Vancouver (CBC Records, 2007)
- Alto Gusto : Live at The Yardbird Suite (Cellar Live, 2017), mit Jon Mayer, Steve Wallace, Quincy Davis
- Bill Mays & PJ Perry: The Quiet Room (Cellar, 2019)